# Departamento Paclín

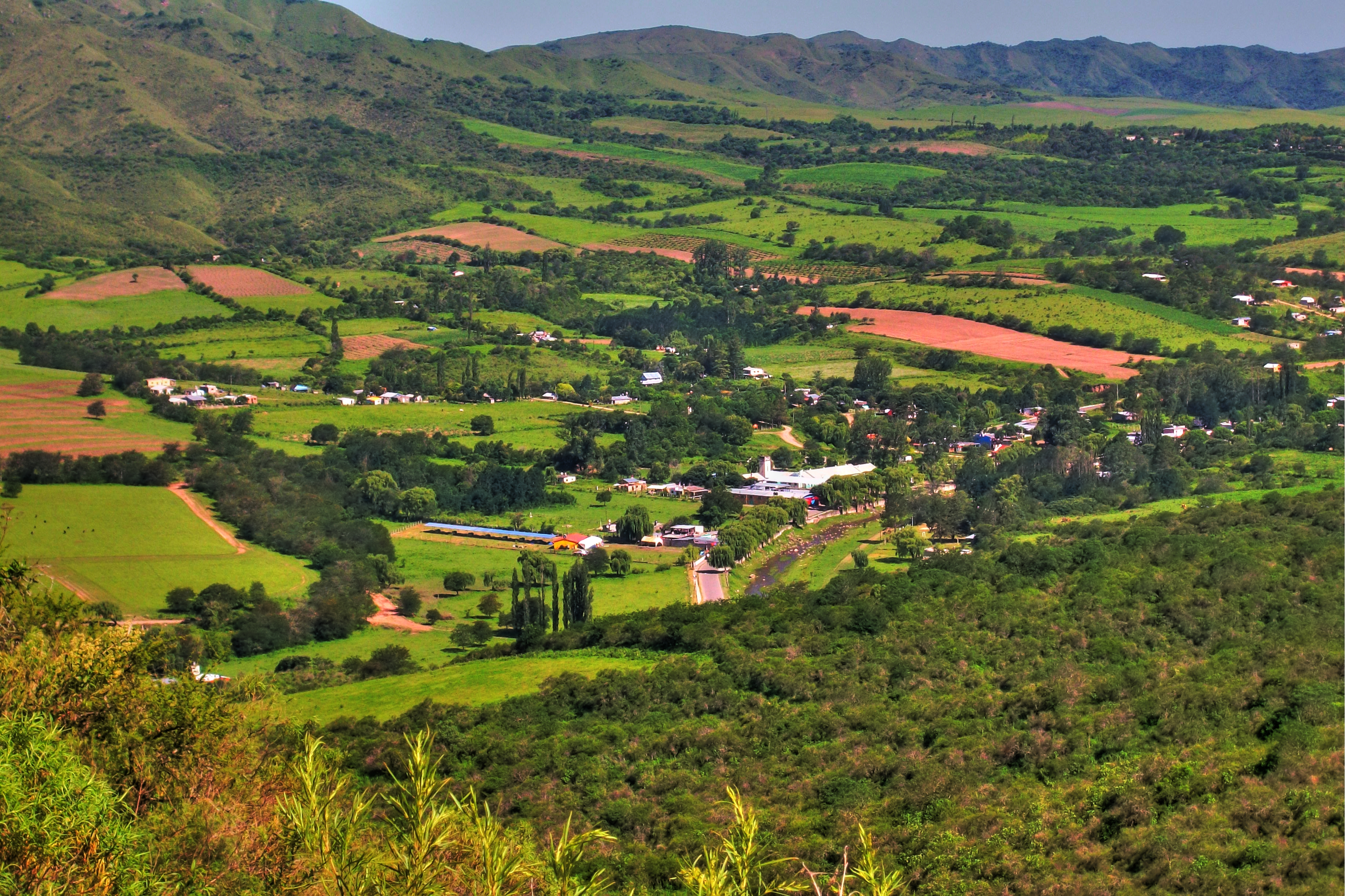
Vista de Villa de Balcozna, desde la sierra de Los Pinos

Paclín es un departamento de la provincia de Catamarca en Argentina. El departamento está constituido con un único municipio homónimo. Tiene una superficie de 985 km².
Administrativamente se divide en 7 distritos: La Merced, Balcozna, Sumampa, Amadores, La Bajada, El Rosario y Paclín.

## Historia
El departamento fue creado el 28 de julio de 1869 a partir de la división del antiguo departamento Piedra Blanca, del cual se escindieron Paclín y Ambato. Por entonces, el gobernador de Catamarca era Crisanto Gómez.

## Toponimia
El nombre del departamento proviene de la expresión en lengua cacán pakilingasta, en donde «pakilin» significa «costa partida en dos» y «gasta» es el sufijo genérico que refiere a «pueblo».

## Límites
Paclín limita al norte con la provincia de Tucumán, al este con los departamentos de Santa Rosa y El Alto, al sur con el departamento Valle Viejo y al oeste con los departamentos Fray Mamerto Esquiú y Ambato.

## Demografía
Contó con 4725 habitantes (Indec, 2022), lo que representó un incremento del 12.9% frente a los 4185 habitantes (Indec, 2010) del censo anterior.
| Gráfica de evolución demográfica de Departamento Paclín entre 1991 y 2022 |
|                                                                           |
| Fuente: Censos nacionales del INDEC                                       |

## Localidades y parajes
La población del departamento se distribuye en pequeñas localidades de carácter rural.
| Localidades (Población al 2010) | Parajes |
| - Amadores (172 hab.) - El Rosario (110 hab.) - La Bajada (97 hab.) - La Higuera (236 hab.) - La Merced (1759 hab.) - La Viña (129 hab.) - Las Lajas (136 hab.) - Monte Potrero (186 hab.) - Palo Labrado (223 hab.) - San Antonio (266 hab.) - Villa de Balcozna (210 hab.) | - Atravesada - Balcozna - Balcozna Afuera - El Bastidor - El Cebil - El Pero - El Pintado - El Tajamar - Huacra - La Falda - La Pastora - La Posta - Las Huertas - Paclín - Puesto de Acevedo - Puesto La Viuda - Puesto Sin Nombre - Sumampa - Talaguada - Tierra Verde - Villa Collantes - Villa Los Corderos |

## Actividades económicas
La ganadería de bovinos, caprinos y ovinos] es la principal actividad económica primaria del departamento. El segundo lugar lo ocupa la agricultura, fundamentalmente el cultivo de hortalizas en la zona del valle de Balcozna.

En forma artesanal y en pequeña escala se producen dulces, mermeladas y confituras, además de quesos y quesillos.

Existe un incipiente desarrollo de las actividades vinculadas a la prestación de servicios turísticos.

## Sismicidad
La sismicidad de la región de Catamarca es frecuente y de intensidad baja, y un silencio sísmico de terremotos medios a graves cada 30 años en áreas aleatorias. Sus últimas expresiones se produjeron:
- 21 de marzo de 1892 (133 años), a las 1.45 UTC-3 con 6,0 Richter; como en toda localidad sísmica, aún con un silencio sísmico corto, se olvida la historia de otros movimientos sísmicos regionales (terremoto de Recreo de 1892)
- 21 de octubre de 1966 (58 años), a las 12.39 UTC-3 con 5,0 Richter
- 3 de noviembre de 1973 (51 años), a las 14.17 UTC-3 con 5,8 Richter: además de la gravedad física del fenómeno se unió el olvido de la población a estos eventos recurrentes
- 7 de septiembre de 2004 (20 años), a las 8.53 UTC-3, con una magnitud aproximadamente de 6,5 en la escala de Richter (terremoto de Catamarca de 2004)[11]